# (73168) 2002 GM170
(73168) 2002 GM170 – planetoida z pasa głównego asteroid okrążająca Słońce w ciągu 4,37 lat w średniej odległości 2,67 j.a. Odkryta 9 kwietnia 2002 roku.